# Південне (Одеська область)
Південне (до 2024 року — Южне) — місто в Одеському районі Одеської області. Адміністративний центр Південнівської міської громади. Населення — 32,6 тис. (2023). Площа території — 10 км². Відстань до облцентру становить близько 47 км і проходить автошляхом М28.
Входить до Асоціації міст України.

## Назва
У 2014 році народні депутати від фракції «Свобода» було запропонувано перейменувати місто в Південний
Після повномасштабного вторгнення Національна комісія зі стандартів державної мови ухвалила рішення, що місто має бути перейменоване на виконання закону про деколонізацію як не відповідне стандартам української мови. У 2023 році було зібрано пропозиції мешканців та проведено громадське голосування, проте місцеві депутати так і не визначилися з назвою. 20 березня 2024 року Комітетом з питань організації державної влади, місцевого самоврядування, регіонального розвитку та містобудування Верховної Ради України ухвалено рішення підтримати пропозицію перейменувати місто Южне на Порт-Аненталь.
Пропонована назва походить від назви лютеранського села Ней-Анненталь яке було перейменоване у 1914 році як Нові Білярі. Анненталь в перекладі означає «долина Анни» або «долина благодаті» та підкріплюється належністю до порту. Авторка назви — заступниця начальника управління економіки, начальниця відділу зовнішньоекономічної діяльності, інвестицій та туризму Южненської міської ради Олена Камалова-Кутинець.
26 квітня 2024 року Верховна Рада України тимчасово призупинила розгляд законопроєкту про перейменування міста Южне на Порт-Аненталь. Це рішення було ухвалене після звернення жителів міста до депутата від Южного Степана Чернявського з проханням припинити процес перейменування. Нова назва не сподобалася мешканцям міста. Планується провести консультації з депутатами та жителями Южного, щоб визначитися з назвою, яка буде підходити більшості мешканців міста.
9 жовтня 2024 року Верховна Рада України перейменувала місто на Південне.

## Історія
Південне — одне з наймолодших міст Одеської області, історія якого сягає 1973 р. коли розпочалося будівництво Одеського припортового заводу та морського порту «Південний» в акваторії Малого Аджалицького лиману з перспективою створення промислово-транспортного вузла.
У травні 1975 року було ухвалене рішення про будівництво населеного пункту для проживання працівників порту та заводу. Серед кількох варіантів було обране місце для нього на березі моря, неподалік від села Сичавка. Оскільки безпосередньо будівництво почалося в 1976 році на березі Сичавського ставка, спочатку (неофіційно) він називався Нова Сичавка.
11 травня 1978 року — Указом Президії Верховної Ради УССР новопобудованому населеному пункту надали назву — селище Южне, з 16 травня 1978 р. смт (тоді Комінтернівського району Одеської області). 25 лютого 1981 року смт Южне було підпорядковане Суворовській районній раді Одеси.
3 лютого 1993 р. — Верховна Рада України постановила віднести селище міського типу Южне до категорії міст обласного підпорядкування. А у липні 2000 року — Постановою Верховної Ради України № 1914-III затвердила межі міста.
Житло, насосні станції, котельні до 1985 року були структурними підрозділами ОПЗ, тобто фактично все місто перебувало на балансі заводу. Але поступово, (до 1995 р.), комунальну сферу передали органам самоврядування. Хоча й донині головне підприємство Південного вкладає в нього кошти. Зокрема, коштом ОПЗ були зведені спорткомплекс «Олімп» і готель «Еллада».
Один із структурних підрозділів ОПЗ — теплиці, у яких вирощують квіти, овочі та фрукти. Придбати їх можна в магазинах на території заводу через власну систему розповсюдження за цінами на 20-25 % нижчими від ринкових.
Завдяки тому, що обидва містоутворювальних підприємства за всіх часів були високорентабельними, кризові явища 1990-х рр. практично не торкнулися м. Южне — тут ніколи не вимикали ні світла, ні тепла. У період товарного дефіциту завод і порт закуповували вагонами харчі та одяг.
ОПЗ має великий соціальний пакет: палац культури (всі гуртки безплатні), баскетбольну команду, дитячі спортивні школи.
У місті 4 церкви, лікарня, фізкультурно-спортивний комплекс, бібліотека та декілька готелів. Наразі нема власного цвинтаря — небіжчиків ховають в одному з прилеглих сіл. Також немає громадського транспорту (є лише таксі).
Тривалий час у Південному не було «приватного сектора», в місті зводили виключно багатоповерхівки. Нині місто вже має окремий мікрорайон із приватними будинками. Будуються тут переважно пенсіонери.
8 липня 2018 року, Предстоятель УГКЦ Святослав (Шевчук) в Південному освятив храм, зведений на честь Святих верховних апостолів Петра і Павла.
1 жовтня 2020 року, ВМС України отримали власний пункт базування у найбільшому порту України — «Південному» в м. Південне.

## Населення
| 1979 | 1989   | 2001   | 2019   |
| ---- | ------ | ------ | ------ |
| 140  | 15 587 | 23 977 | 33 579 |

### Національний склад
Розподіл населення за національністю за даними перепису 2001 року:
| Національність  | Відсоток |
| --------------- | -------- |
| українці        | 65.93 %  |
| росіяни         | 29.01 %  |
| болгари         | 1.28 %   |
| білоруси        | 1.06 %   |
| молдовани       | 0.77 %   |
| вірмени         | 0.30 %   |
| гагаузи         | 0.17 %   |
| поляки          | 0.13 %   |
| інші/не вказали | 1.35 %   |

### Мова
Розподіл населення за рідною мовою за даними перепису 2001 року:
| Мова            | Кількість | Відсоток |
| --------------- | --------- | -------- |
| російська       | 12980     | 53.71 %  |
| українська      | 10816     | 44.76 %  |
| болгарська      | 119       | 0.49 %   |
| румунська       | 54        | 0.22 %   |
| вірменська      | 40        | 0.16 %   |
| білоруська      | 38        | 0.16 %   |
| гагаузька       | 12        | 0.05 %   |
| інші/не вказали | 108       | 0.45 %   |
| Усього          | 24167     | 100 %    |

## Економіка
Промислова зона віддалена від міста на 7 км.
- Морський торговельний порт «Південний»
- Одеський припортовий завод

Поруч із містом збудували морський нафтовий термінал «Південний», з якого починається нафтогін Одеса-Броди.
У місті є практично приватний порт «Трансінвестсервіс» — велика компанія з багатьма відгалуженнями, кожне з яких займається перевезенням різних вантажів, зокрема хімічних. За законом, портом не може володіти приватна особа, але фактично він належить громадянинові Монако. За орендовані приватниками в держави причали точиться боротьба.
Є також приватне підприємство із сінгапурськими інвестиціями, яке спеціалізується на переробці тропічних олій на харчові добавки та косметику (зарплати на підприємстві перевищили середні по місту).
26 листопада 2012, у Лиманському районі Одеської області неподалік міста Південне стартувало будівництво термінала для отримання та регазифікації зрідженого газу.
Станом на 2010 рік рівень безробіття у Південному — один із найнижчих в Одеській області (приблизно 0,3 %), а середня зарплата по місту — 3800 грн.

## Навчальні заклади
Дошкільні навчальні заклади
- «Золота рибка» (має фізкультурно-оздоровче спрямування). 2003 року заклад став переможцем Всеукраїнського конкурсу «Школа сприяння здоров'ю»
- «Райдуга»
- «Казка»
- «Теремок» (заклад комбінованого напрямку)

Школи
- Комунальний заклад «Южненська загальноосвітня школа № 1»
- Навчально-виховний комплекс (ЗОШ № 2 — Центр Ліцей), спеціалізується на профілізації окремих предметів та поглибленому вивченні трудового навчання. Випускники 9-х класів можуть продовжувати навчання в групах Ліцею, отримуючи як загальну середню освіту, так і спеціальності «слюсар з ремонту автомобілів» та «секретар керівника — оператор комп'ютерного набору»
- Авторська експериментальна школа-комплекс № 3 (засновник — член-кореспондент Академії педагогічних наук, народний вчитель України Микола Петрович Гузик). Навчально-виховний заклад здобув визнання на європейському рівні (за висновками міжнародної організації ЮНЕСКО)
- Ліцей № 4 імені В'ячеслава Чорновола (ЗОШ № 4 — позашкільний заклад)

Позашкільні заклади
- Палац творчості дітей та юнацтва;
- Клуб юних техніків «Чорноморець»;
- Спортивно-оздоровчий центр.

## Релігія
Храм Покрови Пресвятої Богородиці (ПЦУ)
Свято-Введенський храм (УПЦ МП)
Парафія Різдва Пресвятої Діви Марії (РКЦ)
Церква святих апостолiв Петра і Павла (УГКЦ)
Церква «Вефіль» (Баптизм)

## Спорт
У місті базуються баскетбольний клуб «Хімік» і волейбольний клуб «Хімік».
Матчі чемпіонату України з баскетболу час від часу проводять у місцевому спорткомплексі «Олімп». У ньому також відбуваються турніри з фехтування.

## Парки
Найбільшим міським парком є Приморський парк із пляжною зоною. Також в місті діє Парк кованих скульптур і низка тематичних скверів, зокрема сквер «Грузія», Китайський сад, Турецький сквер «Кемер», сквер добровольчого полку Кастуся Калиновського.

## Міста-побратими
- Кемер, Туреччина (2008)
- Юецин, Китайська Народна Республіка (2008)
- Кобулеті, Грузія (2008)
- Димитровград, Болгарія (2010)
- Кьорменд, Угорщина (2014)

Міста-партнери
 Біляївка, Україна (2021)
Розірвані відносини
 Могильов, Білорусь (2007—2022)

## Постаті
- Терзиул Владислав Олександрович (1953—2004) — український альпініст, майстер спорту міжнародного класу (1999), заслужений майстер спорту (2000), був кандидатом неофіційного клубу «Корона Землі»[26][27][28].
- Кандалюк Віктор Вікторович (1983—2018) — старший солдат Збройних сил України, учасник російсько-української війни.

## Галерея

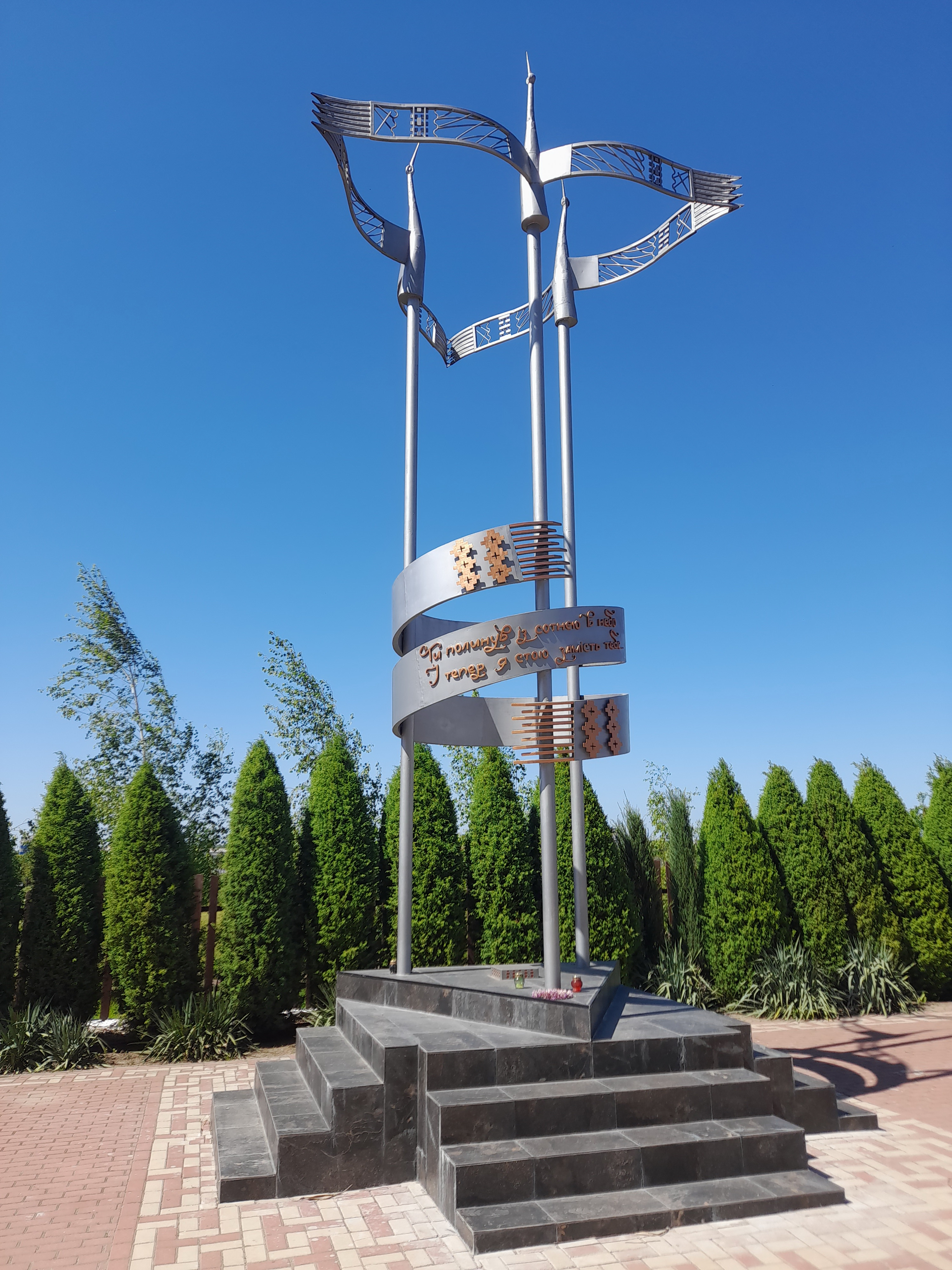
Меморіал Небесній сотні
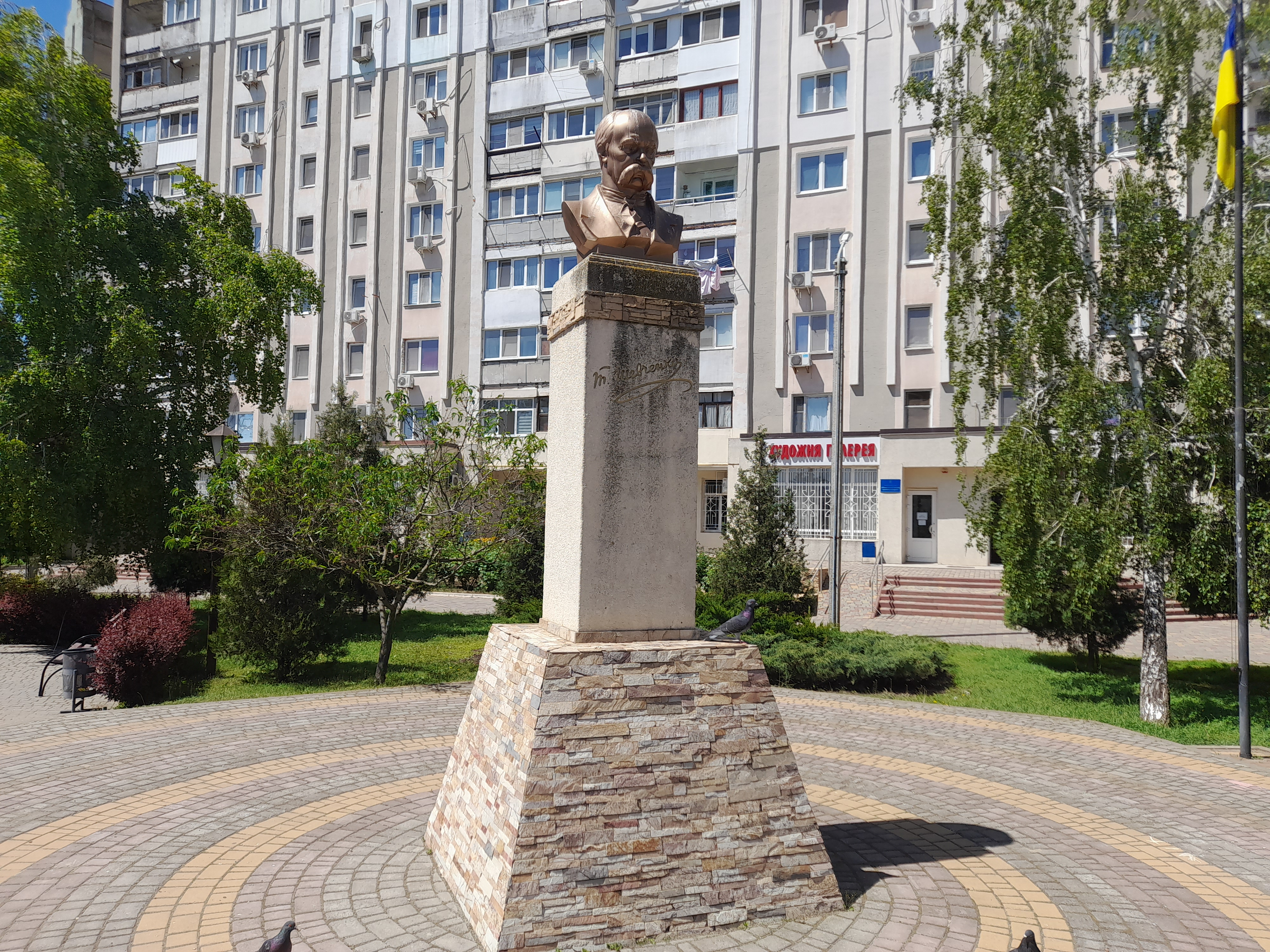
Погруддя Тарасу Шевченку
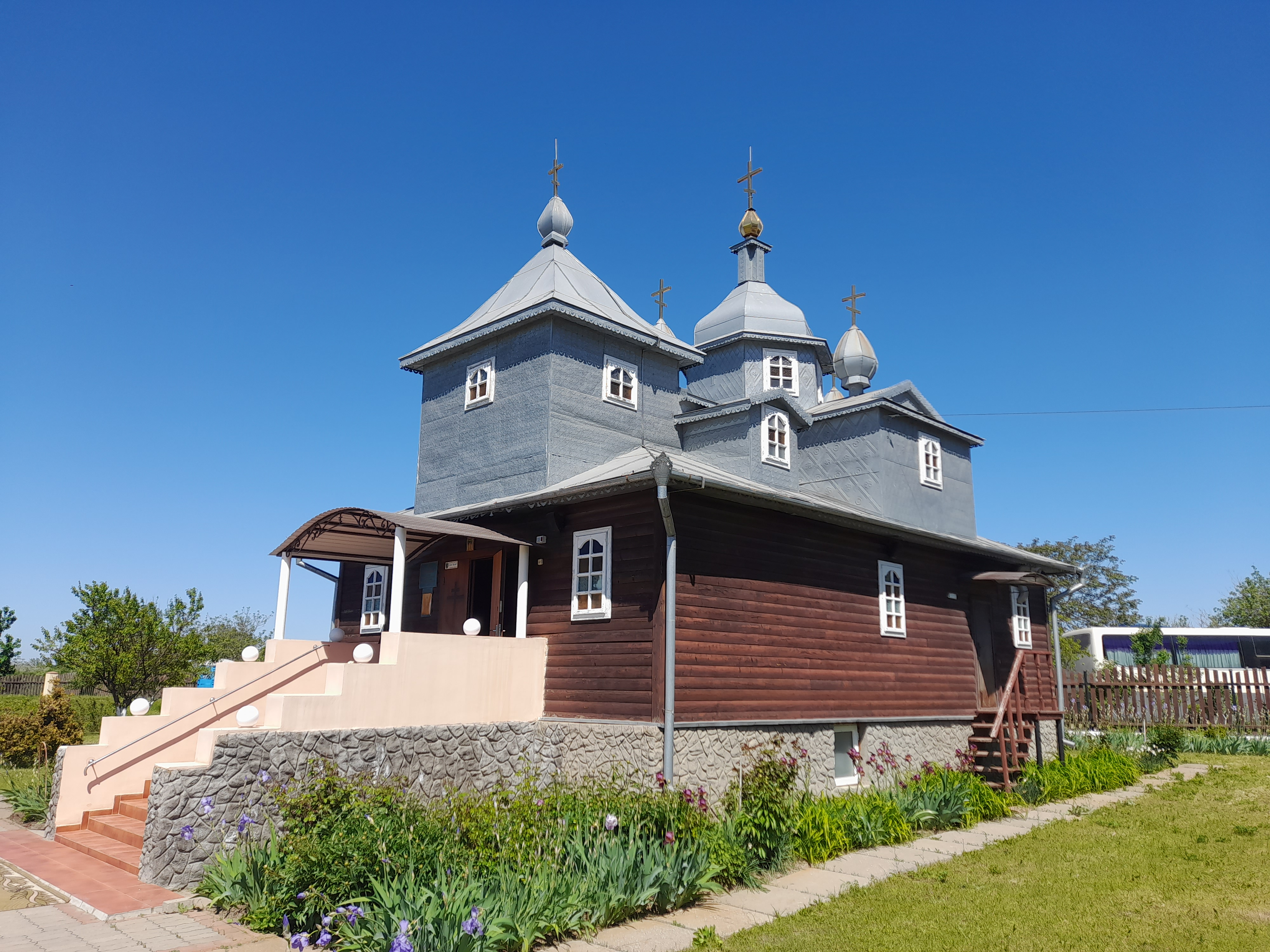
Церква Покрови Пресвятої Богородиці ПЦУ
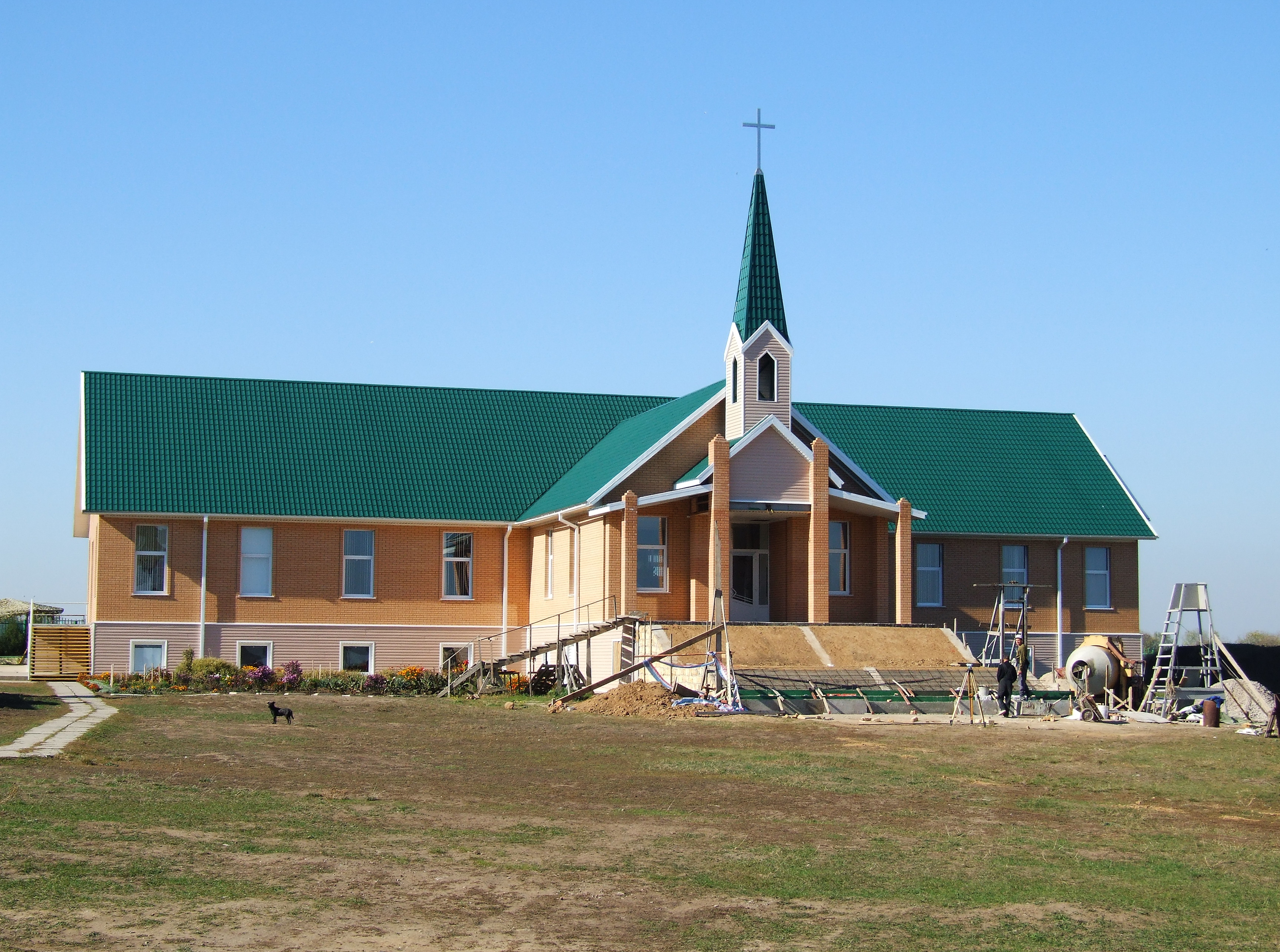
Церква Баптистів «Вефіль»
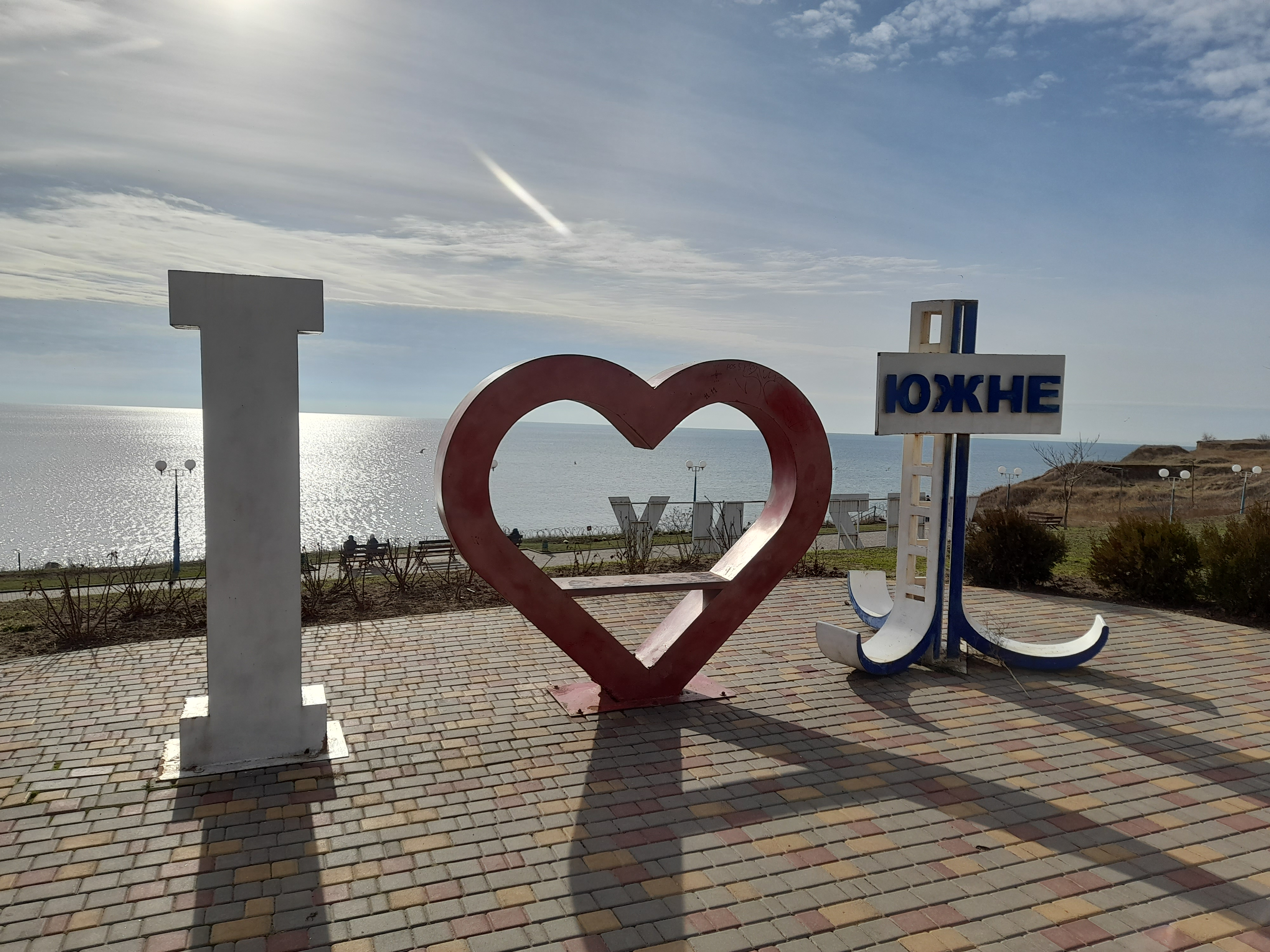
Приморський парк
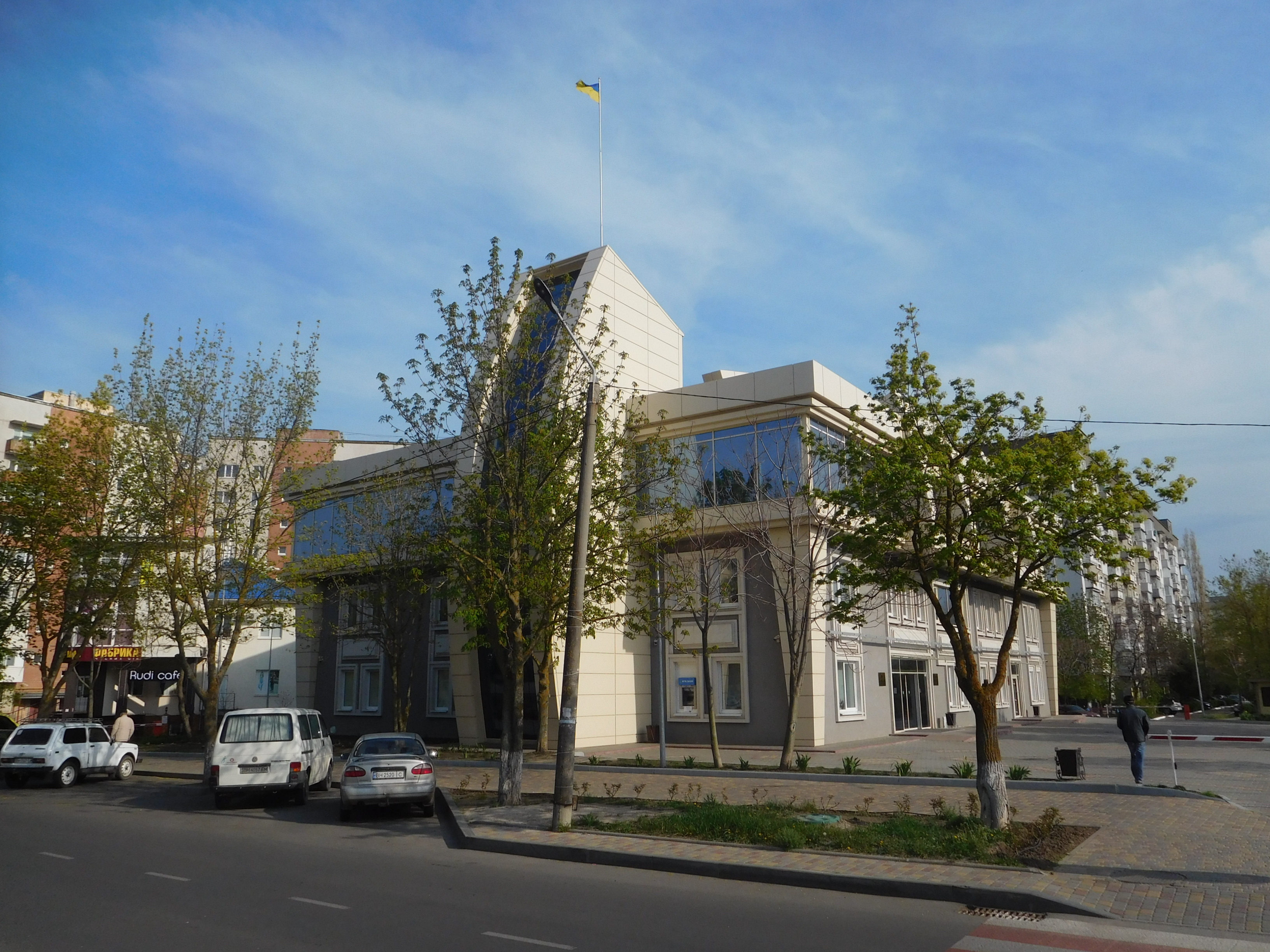
Міська рада
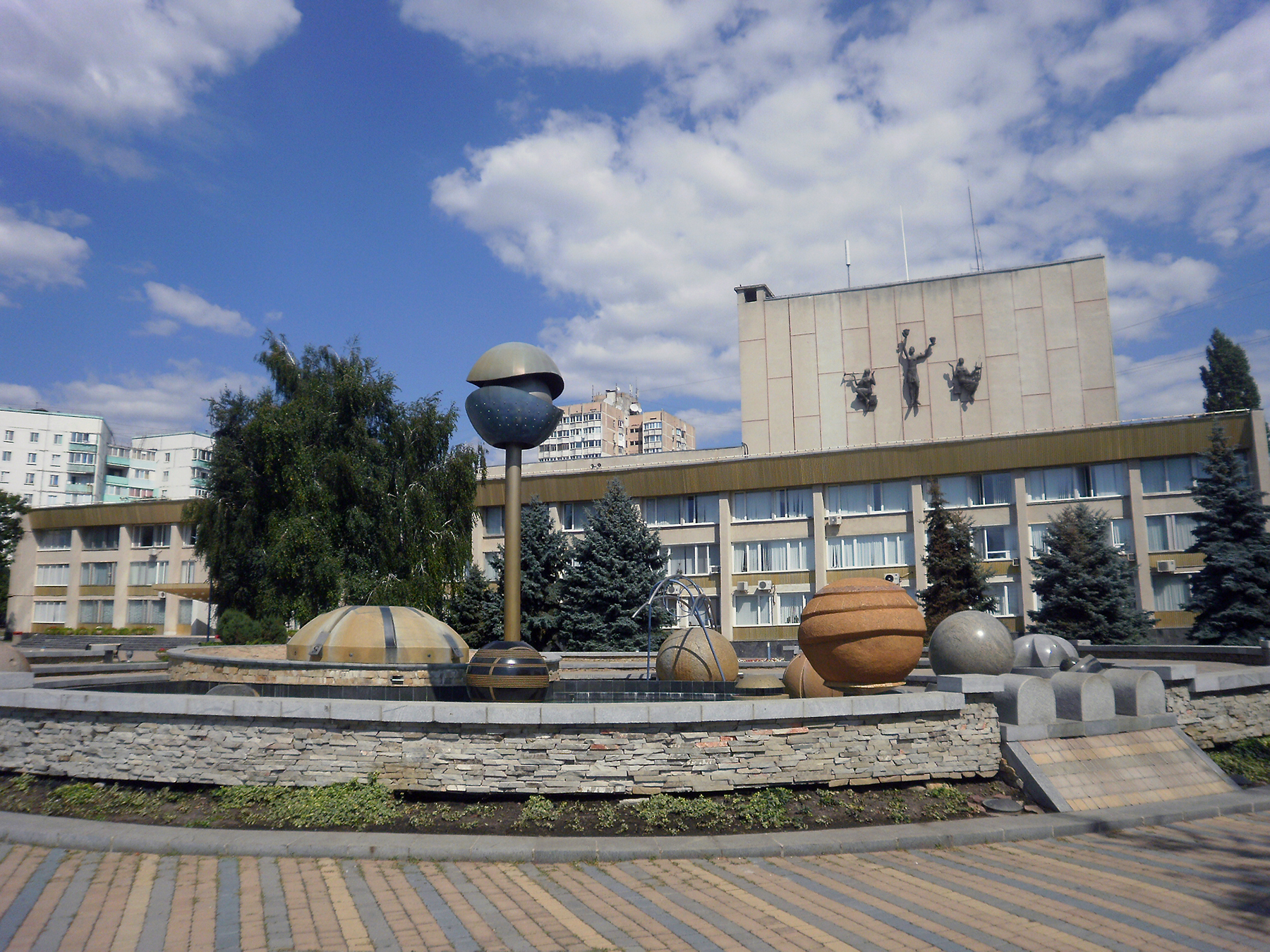
Палац культури «Дружба» ОПЗ, відкритий у 1988
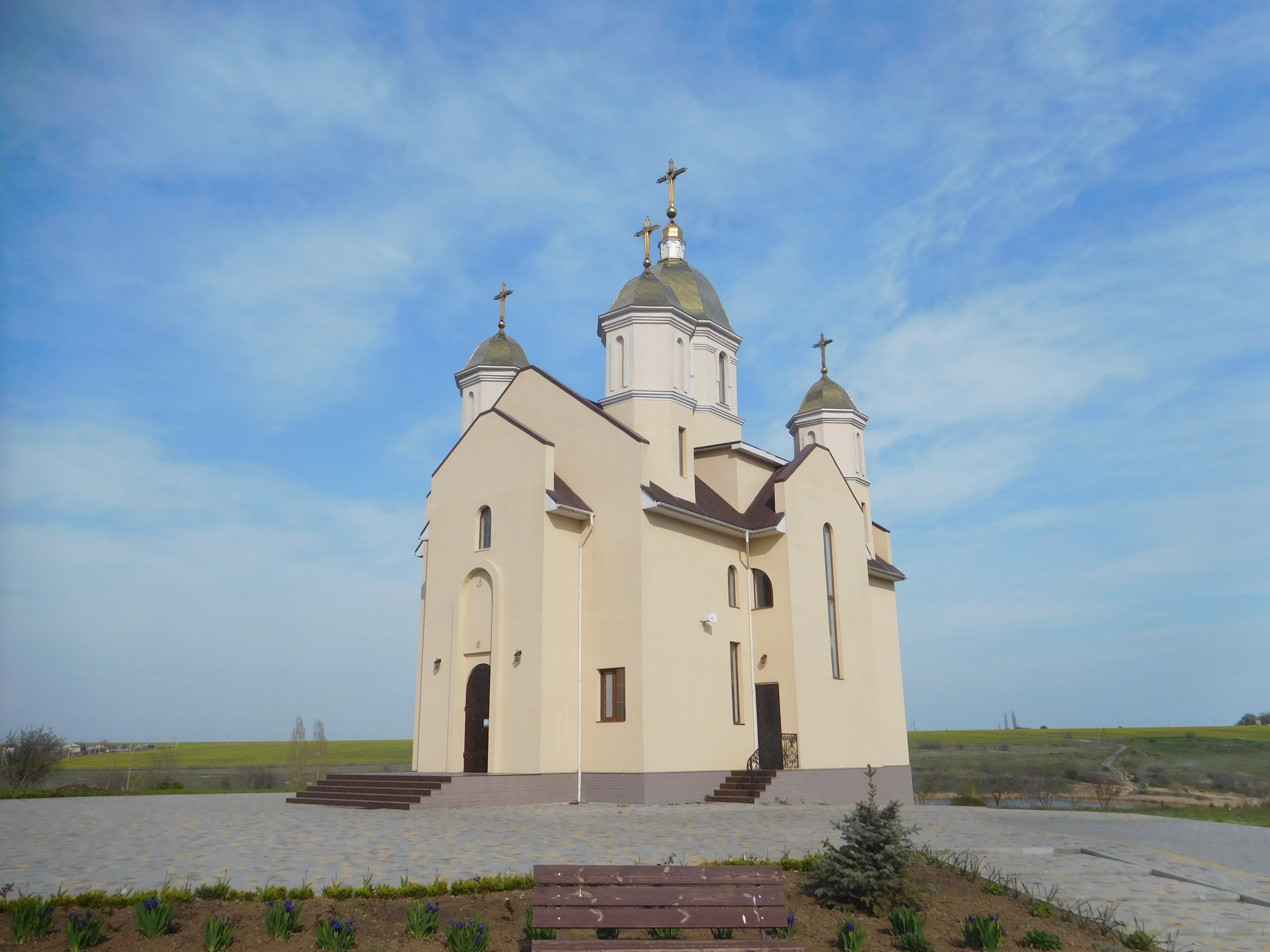
Церква Святих верховних апостолів Петра і Павла УГКЦ
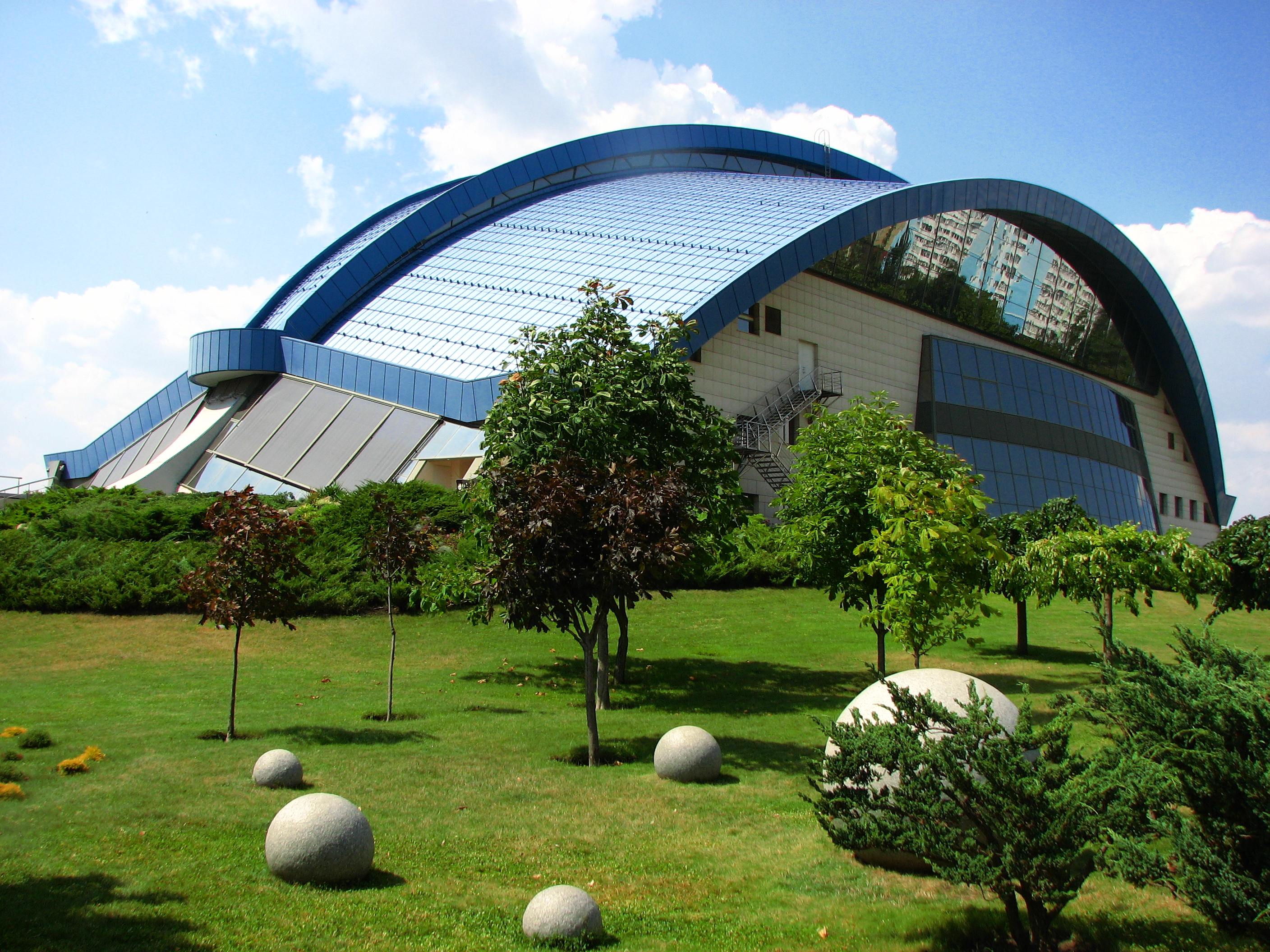
Спортивний комплекс "Олімп"
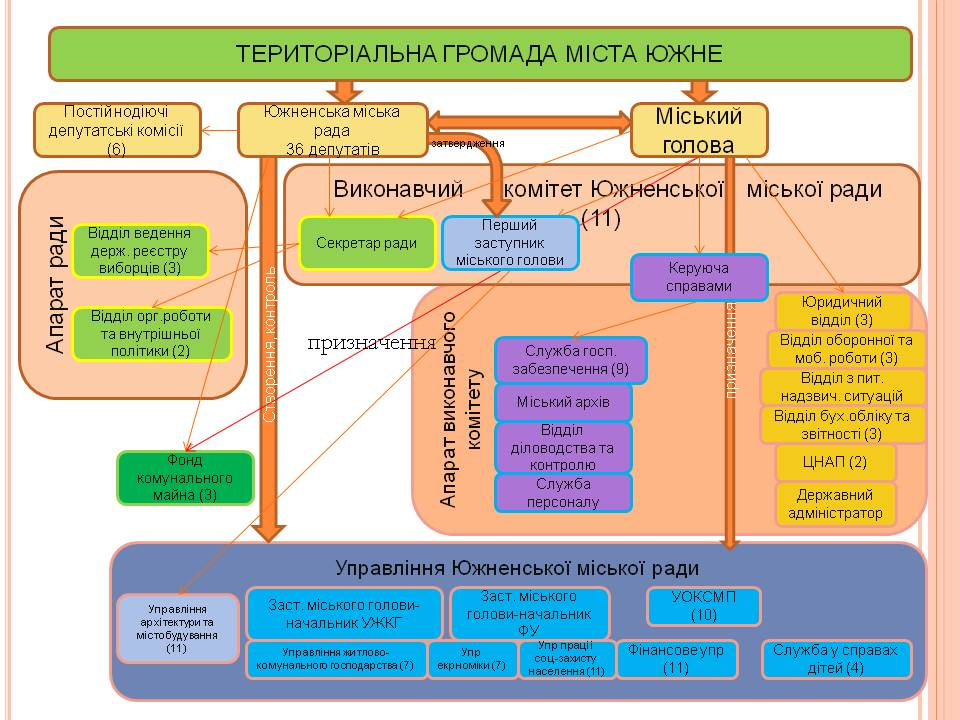
Структура місцевого самоврядування у місті

## Електронні джерела
- Відео екскурсія містом Южне
- Погода в місті Южне [Архівовано 29 січня 2018 у Wayback Machine.]
- Міський інформаційний портал Южне online [Архівовано 18 січня 2021 у Wayback Machine.]
- Облікова картка на офіційному вебсайті Верховної Ради[недоступне посилання з серпня 2019]
- Сайт Асоціації міст України
- Історія м. Южне [Архівовано 27 березня 2012 у Wayback Machine.]
- Южне, що на Півдні. Портал міста [Архівовано 1 квітня 2022 у Wayback Machine.]
- Форум міста Южного
- Літературний портал і форум м. Южного
- Інна Завгородня. Южне, що на Півдні // Український тиждень, № 51, 17.12.2010
- Cities & towns of Ukraine [Архівовано 21 червня 2013 у WebCite]
- Банк даних Державної служби статистики України [Архівовано 31 липня 2014 у Wayback Machine.]